# نخست‌وزیر سوریه
نخست‌وزیر سوریه (عربی: رئیس وزراء سوریا)، با نام رسمی رئیس شورای وزیران جمهوری عربی سوریه، رئیس دولت سوریه از سال ۱۹۲۰ تا سال ۲۰۲۵ بود که توسط رئیس‌جمهور سوریه منصوب می‌شد.

## نامزدی
نخست‌وزیر، توسط رئیس‌جمهور سوریه، به همراه سایر وزیران و اعضای دولت که نخست‌وزیر جدید، پیشنهاد می‌کند، منصوب می‌شد.
سپس مجلس سوریه، برنامه قانونگذاری دولت جدید را قبل از شروع رسمی کار دولت جدید، تصویب می‌کند.
هیچ محدودیتی در قانون اساسی برای دوره نخست‌وزیری وجود ندارد و چندین دوره از آنها، چندین دوره غیرمتوالی را سپری کردند. ریاست‌جمهوری سوریه، اختیارات قانون اساسی برای تعیین یا برکناری نخست‌وزیر و اعضای کابینه او را حفظ می‌کند.

## اختیارات و کناره‌گیری
اختیارات:
- اجرای قوانین
- نظارت بر نهادهای دولتی
- تصویب تصمیمات اداری
- مشاوره به رئیس‌جمهور
- نظارت بر کابینه

شیوه‌های کناره‌گیری:
- برکناری توسط رئیس‌جمهور
- تقدیم استعفا به رئیس‌جمهور
- برکناری یا استعفای رئیس‌جمهور
- رای عدم اعتماد مجلس